# 亚当峰
亚当峰（英语：Adam's Peak），又称圣足山（僧伽罗语：ශ්‍රී පාද ），是斯里兰卡中部一座山峰，海拔2243米。

## 概述
该山位于斯里兰卡中央高原南端，其峰顶上有一座寺庙，庙内一块岩石上有一巨大足印，约1.8米长。对于这个足印的来历，不同的宗教有着不同的说法：
- 佛教徒认为这是释迦牟尼讲法所留下的脚印，亦有人认为这是释迦牟尼离开尘世时所留的脚印，亚当峰上的是左脚印，右脚印在泰国沙拉武里府的抱木县（英语：Phra Phutthabat District）；
- 印度教认为这是大神湿婆的足印；
- 伊斯兰教、犹太教和基督教徒则认为这是亚当（伊斯兰教称阿丹）被逐出伊甸园后在此峰单足站立千年的遗迹；
- 而印度圣多马基督徒认为这是耶稣门徒之一圣多马来此传教时展现的神迹之一。

这些众说纷纭的说法将该山变成了这些教派信徒心目中的圣地，尤其是佛教和印度教徒。朝圣季节一般是在四月，朝圣者要连夜攀登，以便在日出之前到达山顶。五月到十一月间是当地雨季，湿滑的山路使得亚当峰几乎无法攀登。